# Rhynchosia sordida
Rhynchosia sordida är en ärtväxtart som först beskrevs av Ernst Meyer, och fick sitt nu gällande namn av Schinz. Rhynchosia sordida ingår i släktet Rhynchosia och familjen ärtväxter. Inga underarter finns listade i Catalogue of Life.